# Bloc national (France)
Pour les articles homonymes, voir Bloc national.
Le Bloc national républicain, plus communément appelé « Bloc national », était une coalition rassemblant principalement des partis français classés au centre et à droite. Cette alliance est au pouvoir de 1919 à 1924.

## Historique

### Élections législatives de 1919

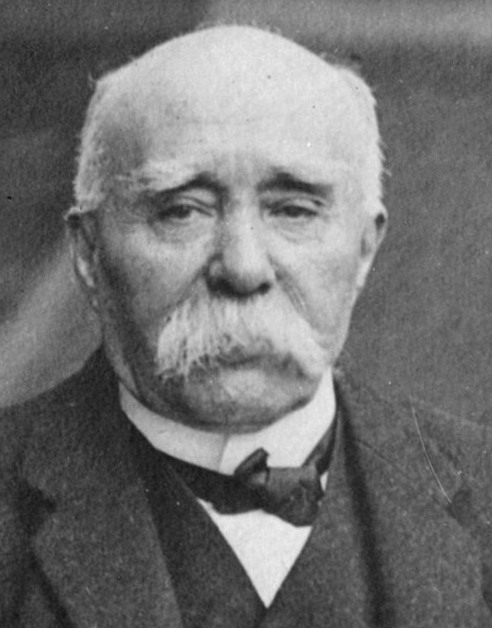
Georges Clemenceau, « père la Victoire » de la Grande Guerre et chef du file du Bloc national aux élections législatives de 1919.

La coalition comprend notamment, :
- l’Alliance républicaine démocratique (ARD) d’Adolphe Carnot ;
- la Fédération républicaine (FR) de Charles Benoist ;
- l'Action libérale populaire (ALP) de Jean Lerolle ;
- la Ligue de la jeune République (LJR) de Marc Sangnier ;
- le Parti socialiste national (PSN) d’Alexandre Zévaès et Gustave Hervé ;
- l’Union populaire républicaine nationale d'Alsace (UPRNA) de Joseph Pfleger ;
- le Parti républicain démocratique (PRD) de Frédéric Eccard ;
- l’Union républicaine lorraine (URL) ;
- la Ligue démocratique d'action morale et sociale (LDAMS), d’Édouard Soulier ;
- Le Parti de la Démocratie nouvelle (PDN) de Eugène Letailleur (dit "Lysis")
- des radicaux indépendants (parfois dits « radicaux de droite »).

Se voulant la continuation « patriotique » de l'Union sacrée, le Bloc national est rassemblé autour de la figure de Georges Clemenceau.
De leur côté, les radicaux-socialistes et les républicains-socialistes présentent encore des listes communes d'union sacrée, tandis que la Section française de l'Internationale ouvrière s'en est retirée.
La campagne pour les élections législatives du 16 novembre 1919 s'oriente principalement autour de deux thèmes :
- Le patriotisme, qui se traduit par la mise en avant de l'union sacrée, de Clemenceau, des anciens combattants, mais aussi du traité de Versailles. La droite réclame en effet son application stricte, déçue de ne pas avoir obtenu plus — notamment l'annexion de la Ruhr. Le Bloc national fonde sa campagne en grande partie sur le slogan « L'Allemagne paiera ! », ainsi que son programme, que les indemnités doivent permettre de financer.
- La peur du bolchevisme : les grèves et mutineries sont nombreuses juste après la guerre, et la révolution russe a marqué la radicalisation du mouvement ouvrier ainsi que de la SFIO. Un an avant le congrès de Tours les idées communistes se répandent largement parmi les ouvriers. La formation va jusqu'à faire publier l'image bien connue de « L'homme au couteau entre les dents ».

Pour ces élections, le mode de scrutin a changé : il s'agit d'un scrutin proportionnel avec une forte prime à la majorité. Les listes y sont départementales. Le Bloc national remporte une large victoire avec plus de 400 sièges à la Chambre. Les socialistes remportent plus de voix qu'aux élections de 1914, mais perdent une trentaine d’élus. Les radicaux, eux, remportent moins de voix, mais surtout plus de la moitié de leurs élus le sont sur des listes communes, et ne s'inscrivent pas dans le groupe. La volonté de renouvellement politique est réalisée par le Bloc national, plus de la moitié des députés étant élus pour la première fois, dont beaucoup d'anciens combattants[réf. nécessaire].

### Chambre bleu horizon et suites

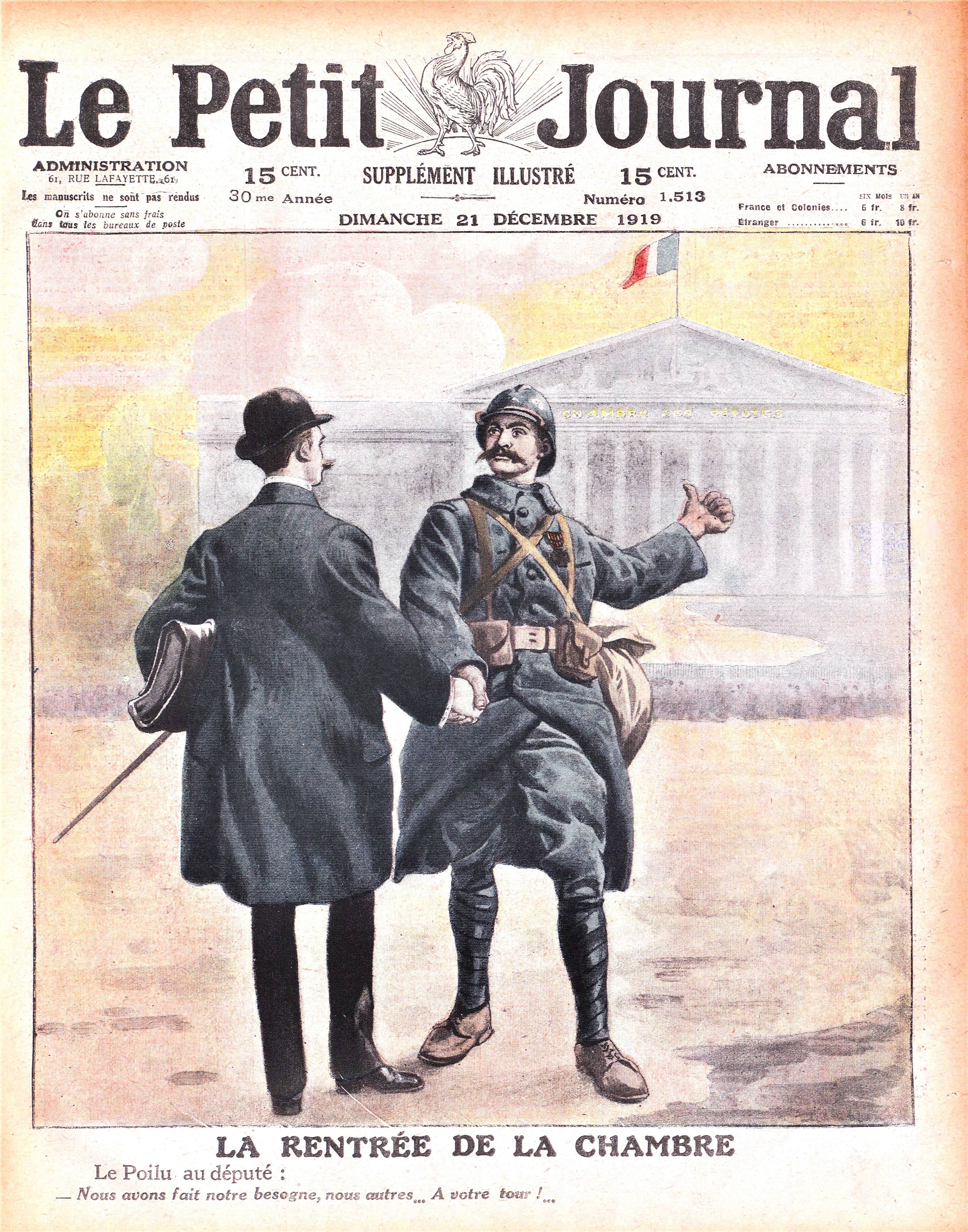
« La rentrée de la Chambre » en une du Petit Journal, le 21 décembre 1919.

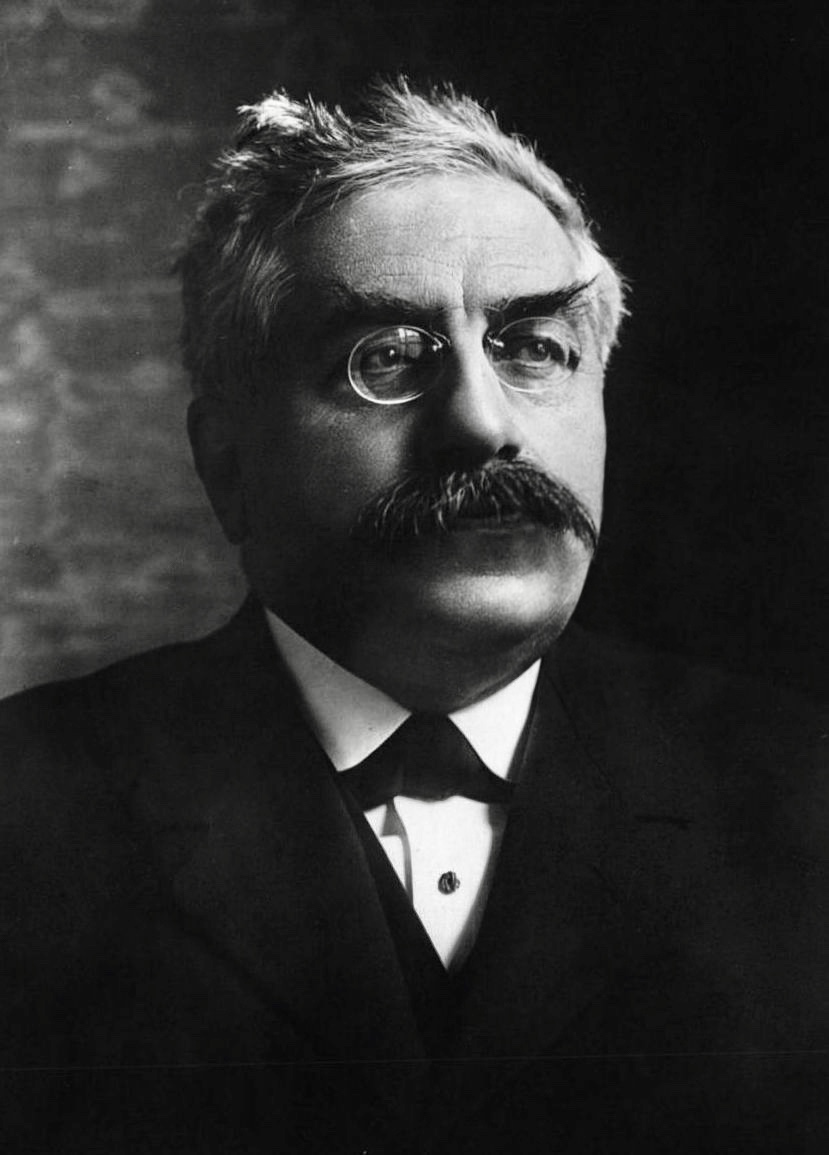
Alexandre Millerand, président du Conseil après les élections de 1919.

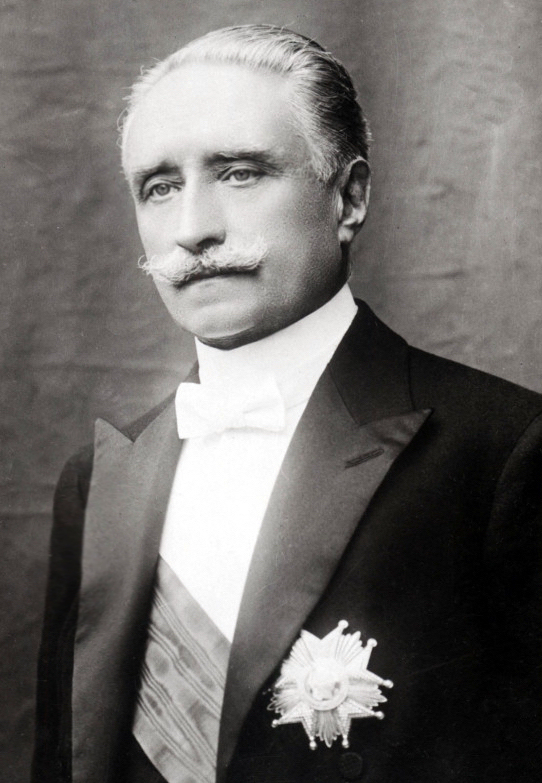
Paul Deschanel, membre de l’ARD, élu président de la République en janvier 1920.

La Chambre nouvellement constituée est surnommée « Chambre bleu horizon » (la couleur des uniformes français, et celle de la droite).
La première épreuve pour la nouvelle majorité est l'élection du président de la République qui se déroule en janvier 1920. Georges Clemenceau est naturellement présenté comme candidat, bien qu'il refuse de se présenter lui-même, préférant être présenté par ses amis. Mais il a de nombreux ennemis politiques (son autoritarisme déplaît à la gauche et son anticléricalisme frustre la droite), ennemis parmi lesquels on peut compter Aristide Briand, qui mène une campagne efficace contre lui. Dans un vote préliminaire, Paul Deschanel obtient 408 voix contre 389 pour Clemenceau : ce dernier décide alors de ne pas se présenter et de se retirer de la vie politique. Paul Deschanel est élu président le 17 janvier, et Alexandre Millerand président du conseil le 20. Millerand remplace Deschanel en septembre, alors que ce dernier souffre de troubles mentaux, tandis qu'il est lui-même remplacé par Georges Leygues.
Le gouvernement, qui regroupe Bloc national et radicaux, met en place une série de mesures conservatrices. Il augmente fortement la dépense publique, notamment avec des indemnisations des victimes de la guerre ; ces coûts, qui s'ajoutent à ceux de la reconstruction, devaient être compensés par l'argent que doit verser l'Allemagne à la France, mais l'Allemagne refuse de payer. Le gouvernement est contraint d'augmenter fortement l'impôt (le taux d'imposition maximal passe de 2 % à 50 % en 1920), alors que le Bloc national refuse catégoriquement toute dévaluation du franc, pour défendre l'honneur national, entraînant une crise monétaire. La dette publique s’accroît entre fin 1919 et fin 1924 en passant de 218 à 338 milliards de francs.
Sous l'impulsion des Britanniques, le président du conseil Aristide Briand tente de négocier les réparations de guerre avec les Allemands à la Conférence de Cannes en janvier 1922 mais il est contraint de se retirer du gouvernement devant l'opposition formelle du président Millerand et de la majorité du Parlement. Raymond Poincaré est alors nommé président du conseil.
Face à la crise, Raymond Poincaré, président du conseil, décide d'occuper la Ruhr, riche bassin minier allemand, dès le mois de janvier 1923. Au début c'est un succès : bien que le gouvernement de Weimar réagit tout d'abord en demandant aux ouvriers de déclencher une grève générale pour nuire aux intérêts français, le gouvernement allemand s'aperçoit très vite que la situation économique du pays est très menacée. Il demande alors à procéder à des négociations. Cependant les anglo-saxons (Anglais et Américains), opposés depuis toujours à l'occupation de la région, exercent une pression financière sur la France en essayant de faire baisser le franc. Cette tactique oblige la France à reconsidérer le plan Dawes qui consistait à réévaluer les réparations et à évacuer la Ruhr. L'occupation sera donc un échec total.
En France, les mouvements sociaux ne cessent pas avec l'arrivée du Bloc national au pouvoir, mais leur répression s'amplifie : la grève des cheminots de 1920 se solde par 15 000 licenciements et l'intervention de l'armée. Le 1er mai 1920 voit aussi la répression des manifestations par la police.
Les gouvernements se succèdent : Leygues est remplacé par Aristide Briand en janvier 1921, puis par Raymond Poincaré en janvier 1922. Les radicaux quittent le gouvernement, et donc l'union, en désaccord avec la politique pro-Vatican du Bloc national, qui refuse d'étendre la séparation des Églises et de l'État à l'Alsace et à la Moselle et rétablit une ambassade au Vatican. En 1925, alors que pour la première fois des femmes sont candidates aux élections municipales, le Bloc national dénonce des « suffrages inutiles » qu'il ne décomptera pas dans les bureaux de vote.
Ayant promis d'évacuer la Ruhr, Raymond Poincaré obtient une aide de la part des banques anglaises et américaines pour redresser le franc. Avec l'établissement d'un nouvel impôt, la double décime, il réussit à redresser la monnaie. C'est le « Verdun financier ». Cependant c'est ce nouvel impôt qui provoque l'échec du Bloc national aux élections législatives de mai 1924, face au Cartel des gauches, composé de la SFIO et des radicaux. Alexandre Millerand, accusé d'avoir manqué à son devoir de neutralité en faveur du bloc des droites, est contraint de démissionner, et Gaston Doumergue lui succède. La victoire du Cartel met fin au Bloc national.